# کوچولا
کوچولا (به مجاری:  Kocsola) یک شهرداری در مجارستان است که در ناحیه دومبووار واقع شده‌است. کوچولا ۳۳٫۳۴ کیلومتر مربع مساحت و ۱٬۴۱۶ نفر جمعیت دارد.